# Pimelodella hartwelli
Pimelodella hartwelli är en fiskart som beskrevs av Fowler, 1940. Pimelodella hartwelli ingår i släktet Pimelodella och familjen Heptapteridae. Inga underarter finns listade i Catalogue of Life.